# 加藤倫教
加藤 倫教（かとう みちのり、1952年 - ）は、日本の元左翼運動家・元新左翼、現農家。元日本共産党（革命左派）神奈川県委員会・元連合赤軍メンバー。刑務所の中で3-4年後に新左翼思想から転向し、出所後は農家となり、自民党員となった。

## 概要

### 出生・新左翼運動
1952年愛知県刈谷市出身。高校2年の時に東海高等学校在学中に名古屋市内の繁華街で沖縄返還を求めるデモに偶然出会って以降、学生運動や新左翼運動にのめり込んだ。そして、3歳年上の長兄加藤能敬の影響で毛沢東を信奉し、「反米愛国」をスローガンに掲げ、「銃のみが政権を生み出す」といった毛沢東理論に基づき、銃砲店から猟銃・散弾実包などを強奪する事件を起こす新左翼テロ組織の中京安保共闘（日本共産党革命左派神奈川県委員会）に入った。高校卒業直後、爆発物所持で逮捕される。組織に所属中の1971年8月4日と10日に、日共革左神奈川県は後の連合赤軍最初の山岳ベースとなる榛名山の山岳ベースおよび調査地から脱走した男1女1の計2人のメンバーを殺害し、遺体を千葉県・印旛沼に埋めている。

### 赤軍派と合流による連合赤軍結成以降
兄、3つ年下の弟とともに、日共革左神奈川県委に参加していた際に、群馬県内の榛名山の日共革左神奈川県委の「山岳ベース」と呼ばれるアジトにおいて、1971年12月20日に永田洋子率いる1971年2月に栃木県真岡市の銃砲店を襲撃し、散弾銃10丁や2千発以上の実弾などを強奪したとして、銃器と銃弾があった日共革左神奈川県委が、森恒夫率いる「M作戦」と称した金融機関への連続襲撃で強奪した現金資金を持っていた共産主義者同盟赤軍派を迎え入れたことで、2つの新左翼テロ組織の合流、連合赤軍が結成された。彼等が山にいた理由は連続金融機関強盗事件、猟銃強奪事件により、他の多くのメンバー逮捕や指名手配、「アパートローラー作戦」と称した警察の徹底的な捜索を受け、もはや都市部での潜伏は困難と判断した彼らは、山岳にベースを設営し山での集団生活を送ることとなっていた。連合赤軍結成時点で赤軍派が男8女1の計9人、革命左派が男10女9の計19人、総勢28人となるはずであった。しかし、1972年1月2日に榛名山ベースに集結時、その前に「総括」を求められた男2女1の計3名が殺害されている。連合赤軍結成の翌21日に別事件で逮捕されていた兄の能敬が不起訴となってアジトまで戻った際に「調べ官と雑談したのか」「カンモク（完全黙秘）は」と畳み掛けられたが沈黙し続けた。当時の気持ちについて、「統合（合流）への反対の気持ちが消えていなかった。そこに追及があり、困惑した。想像ですけどね。何も助けられなかったのが…残念です」と振り返っている。沈黙中の兄は立たされ、全員に囲まれ、殴りと蹴りが延々繰り返された。すると、弟と共に、リーダーに腕を取られて「総括を援助しなさい」と兄を殴ることを強要され、「お兄さんの援助のためなんだよ」と永田に腕を持ち上げられた加藤は当初動かなかったが、「やりなさい。やりなさい」と場が終わらないと感じたことで兄の頬を2、3回殴った。高校1年の弟は泣きながらやった。この時点での回想で自己弁護するつもりはないと断りを入れた上で、「これが『総括されたらほとんど死ぬ』になるなんて、この時は誰も想像していなかったと思う。永田とか、森もね」と語っている。その後の暴行は兄以外にも波及し、連合赤軍メンバーから死者が出た。兄は1972年1月4日に榛名山アジトにある小屋の中の柱に縛り付けられた状態で亡くなった。享年22歳で「敗北死」とされた。このように「総括」という名でメンバーへの暴力が正当化され、榛名山アジト滞在中だけで連合赤軍8人が総括で殺害された。連合赤軍における総括について、2021年のインタビューで「結局、森と永田の指導体制に邪魔になりそうな人が排除された。今で言う『マウンティング』。いじめとかと同じだと思います」と語っている。総括が延々と繰り返される中、連合赤軍メンバーだった男2女2の計4人が機を見て次々と脱走していた。最初に逃亡した女は乳児の母親であったが乳児を置いて逃げたため、もう1人の女が残された乳児を連れて山を下りて連合赤軍から抜けた。この山岳ベース事件で長兄が総括で殺された時、弟と逃げだそうとは考えたが、榛名山アジト退居時点でも残存していた連合赤軍メンバー（全9名）と行動を共にする。。同1月中に榛名山アジトから迦葉山アジトへ移り、2月には妙義山で潜伏先とした洞窟へ移動した。同2月17に指導的立場の森、永田を含む男2女2の4人が、警察の目を逃れるために榛名山ベースから迦葉山ベースを経て、行き着いていた妙義山の山岳ベース撤去直前に逮捕された。以降も男7女２の計9人の連合赤軍メンバーは妙義山ベースを脱出、山越えをして軽井沢へ入り、警察当局から逃げ延びた。深雪の尾根筋を超えたものの、行動を共にしていた植垣康博ら4人が買い出しのために居た軽井沢駅で逮捕された。以降も、猟銃を持った坂口弘や加藤ら残りの5人の逃避行は続き、軽井沢別荘地に着いた。そこで一つの建物に侵入し、管理人の妻を人質にして立てこもった。

### あさま山荘事件
1972年2月19日に坂口弘（25歳）、坂東国男（25歳）、吉野雅邦（23歳）、加藤倫教（19歳）、加藤の弟（16歳）があさま山荘での立て篭もりを開始した。ここで立てこもり犯の一人として、警察と9日間に渡る銃撃戦を行う（あさま山荘事件）。あさま山荘に立てこもり三日目の1972年2月21日夜、武装闘争を続ける大義が揺らぐ出来事であるニクソン大統領が訪中（ニクソンショック）したとのニュースが入った。当時ベトナム戦争は米中戦争に発展すると左翼に見なされ、米中戦争阻止の名目でアメリカと同盟を結んでいる日本政府を倒すことが、武装闘争の大義だった。連合赤軍メンバーは三階の寝室に集まり、テレビ画面を食い入るように見つめた。加藤は当時の感情を「自分たちが前提としていた政治情勢がなくなってしまった」と語っている。立てこもり最終日となった2月28日午前10時から強行作戦を開始された。ラジオで情報を取っていたリーダーの坂口から強行突入時に警察官2名が狙撃死していたことを聞いて、「複雑でした。警察官の個人の方に恨みがあるわけでも何でもない。ただ、自分たちは武装闘争をやらなきゃいけないと。撃てる機会があれば撃つと思っていましたから」と語っている。更に籠城戦自体には反対していて、「私たちが主張していたのはゲリラ戦。ろう城戦は入った瞬間に負けが分かっている。やって、何の意味があるんだろうって」と当時思っていたことを語っている。グループは28日だけで100発以上、10日間では200発以上を発砲したとされる。発生から219時間後の同28日午後6時20分ごろ、3階で人質を救出、5人全員が逮捕されたことで一連の連合赤軍事件は終結し、ほどなく仲間の大量リンチ殺人があったことが判明した。群馬県の山中の山小屋のアジト「山岳ベース」で男8女4の計12人、連合赤軍結成前の革命左派メンバーによって千葉県で男女各1名、総数14人も1971年8月から72年2月に構成員同士の集団リンチ殺人されていたことが発覚し、日本社会はその闇の深さに戦慄した。ろう城戦中に「赤城」と名乗ったが、事件逮捕当時19歳で未成年であったため、弟とともに実名は伏せられて「少年A」と報道された。1983年2月に懲役13年の刑が確定し、三重刑務所で服役。1987年1月、仮釈放。弟は少年院に入れられた後に退院している。

### 出所後・転向
刑務所の中で転向し、最終的に「革命は、国民の多くが望む社会に変革すること。でも私は政府を倒すために武装闘争できれば満足だった。自分勝手だった」という結論に至った。本人曰く、若くして革命思想に傾倒したせいか転向するのに3〜4年かかった。出所後は実家の農業を継ぐかたわら、野生動物･自然環境保護の団体（日本野鳥の会愛知県支部、カキ礁研究会）に所属して活動し、それらの団体で役員を務めた。
藤前干潟の埋め立て問題において埋め立てを阻止する「藤前干潟を守る会」に取り組み、2005年の愛知万博（愛・地球博）における海上の森開発問題において海上の森を伐採から守る活動をするなど、環境保護活動家として活動していた。また、現在は活動停止しているが、熱帯林行動ネットワーク（JATAN）名古屋（東京に本部がある熱帯林行動ネットワーク《JATAN》とは別組織であるが、連携関係はある）の代表も務めていた。
フジテレビの『開局55周年企画報道スクープSP激動！世紀の大事件～目撃者が明かす10の新証言～』（2014年3月21日放送）にてあさま山荘事件の犯人側の人物としてインタビューを受け当時の心情を明かしている。 出所後、実家の農家を継ぎ農業団体の会長に就任、逮捕前に打倒しようとしていた自由民主党を支持し、自民党員にもなっている。支持だけでなく入党までした理由について、「業界団体の活動に関する支援の必要性や、補助金の陳情などが目的である」とテレビ番組で語っている。2022年のインタビューで「政府に反対することイコール過激派、と見る風潮を世の中に生んでしまった。自分たちは罪深いなと思う」と語っている。

## 著書
- 『連合赤軍 少年A』新潮社、2003年12月。ISBN 4-10-464901-5。

## 加藤倫教を描いた作品
- 映画『実録・連合赤軍 あさま山荘への道程』(2008年) - 役者:小木戸利光。

- 漫画『レッド』(作者:山本直樹、2006-2018年) - 黒部二郎のモデルが、加藤倫教。